# Processo Leblanc

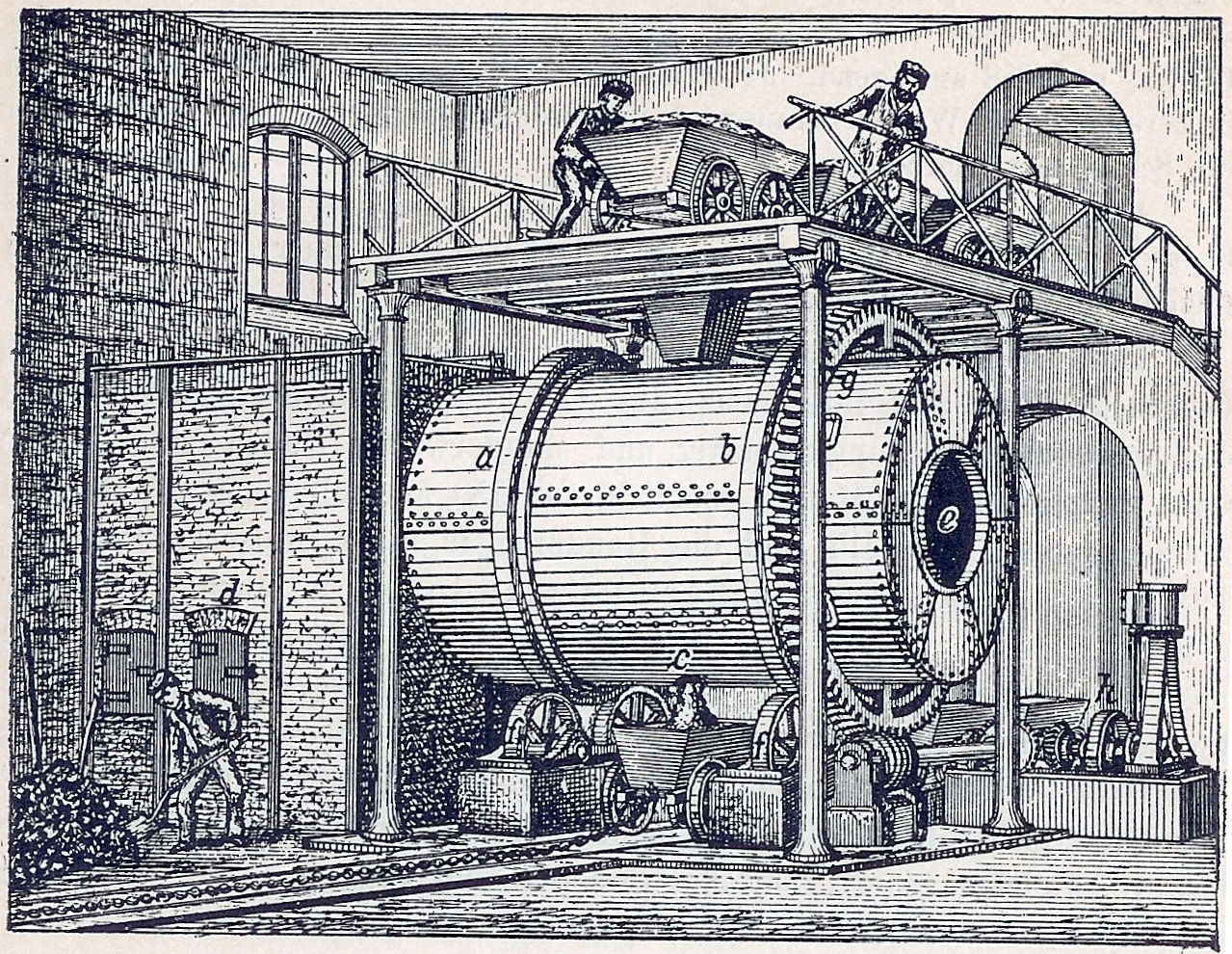
Raffigurazione del processo Leblanc per la produzione della soda.

Il processo Leblanc è un processo chimico industriale per la sintesi del carbonato di sodio (o "soda") ampiamente utilizzato in passato, e ora obsoleto.

## Descrizione del processo

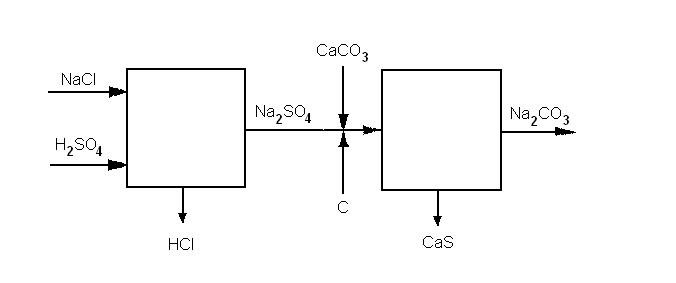
Diagramma di flusso del processo Leblanc

Le materie prime utilizzate dal processo erano cloruro di sodio (sale marino), carbonato di calcio (calcare), acido solforico e carbone.
Il processo Leblanc avveniva in due stadi:
- nel primo stadio il cloruro di sodio veniva convertito in solfato di sodio:

{\displaystyle 2NaCl+H_{2}SO_{4}\rightarrow Na_{2}SO_{4}+2HCl\uparrow }
- nel secondo stadio una miscela di solfato di sodio, carbone e carbonato di calcio veniva sottoposta a riscaldamento, ottenendo carbonato di sodio e solfuro di calcio:

{\displaystyle Na_{2}SO_{4}+CaCO_{3}+2C\rightarrow Na_{2}CO_{3}+CaS+2CO_{2}\uparrow }
Il carbonato di sodio veniva infine separato dagli altri prodotti del processo per lisciviazione.

## Storia
Il processo Leblanc fu messo a punto nel 1783 da Nicolas Leblanc, che prese spunto da un processo sviluppato nel 1775 da Malherbe e De la Matherie.
Leblanc mise a punto il processo nella speranza di vincere un premio in denaro offerto dall'Accademia francese delle scienze, che avrebbe vinto se non si fossero presentate una serie di circostanze. Infatti, i fondi per l'avviamento del processo erano stati forniti dal Duca di Orleans Filippo Egalité, il quale venne giustiziato nel 1793, per cui i brevetti per il processo Leblanc furono considerati nulli e Leblanc (che morì nel 1806) non poté riscuotere il premio.
Nel 1818 Charles Tennant introdusse il processo Leblanc a St. Rollox.
Nel 1825 il processo fu avviato su larga scala a St Helens da parte di James Muspratt.

### La fine del processo Leblanc
Oltre al carbonato di sodio, dal processo Leblanc si ottenevano come sottoprodotti indesiderati acido cloridrico e solfuro di calcio; tali sottoprodotti sono altamente tossici e inquinanti, per cui a partire dopo il 1863 (anno in cui venne stipulato l'Alkali Act, una legge anti-inquinamento inglese) il processo Leblanc fu progressivamente rimpiazzato dal processo Solvay, che a differenza del processo Leblanc non produceva prodotti tossici.
In particolare, l'acido cloridrico proveniente dal processo Leblanc veniva scaricato direttamente in atmosfera, con seri danni per l'ambiente e le persone intorno all'impianto.
Intorno al 1870 Walter Weldon e Henry Deacon avevano messo a punto dei processi per convertire l'acido cloridrico in cloro (che poteva essere impiegato successivamente in altri processi), ma il processo Solvay, che era meno costoso e meno inquinante, soppiantò comunque il processo Leblanc.